# タカラ (玩具メーカー)
株式会社タカラ（英: Takara Co., Ltd.）は、かつて存在した日本の玩具メーカー。1953年（昭和28年）創業。東京都葛飾区青戸に本社を置いていた。2006年（平成18年）3月1日に同業のトミーと合併し、タカラトミーとなった。
社名は創業地の葛飾区本田宝木塚町（現・宝町）に由来する。コーポレートスローガンは「あそびは文化」であった。

## 概要
1953年の創業以来、伝統的な玩具やボードゲームを主力商品とした。かつては日本初の大ヒット空気ビニール玩具となった「ダッコちゃん」をはじめ、着せ替え人形としてロングセラーとなった「リカちゃん」が主力商品であり「女児玩具のタカラ」と言われ、女児玩具部門では長らくトップの地位に在り続けた。その一方で「チョロQ」や「ビーダマン」など男児玩具でも大ヒット商品を生み出した。
1999年に発売した「ベイブレード」が一躍ヒット商品となり、男児玩具部門でバンダイを抜いてトップに立った。しかし海外展開の失敗により経営不振に陥り、2000年にゲームメーカー・コナミの第三者割当増資を受けてコナミグループ傘下となる。
2002年には当時の社長であった佐藤慶太の決断により、公道を走行できるチョロQを模した電気自動車「Q-CAR」を発表、自動車業界に参入した。当初は物珍しさから注目を集めたが、玩具メーカーが自動車産業のノウハウを持ち合わせているはずもなく、月間販売台数は1台もざらで、あっさり撤退した。
その後も業績は好転せず、2005年にコナミグループを離脱、インデックスグループ傘下となり、コンピュータゲーム事業を子会社のアトラス（旧社）に譲渡するなどの組織改革を実施した。
2006年3月に同業のトミーと合併し、新社名は「タカラトミー」となった。存続会社はトミーである（合併比率はトミー1株に対してタカラ0.178株）。新会社の社長にはトミー社長・富山幹太郎が就任し、当社会長の佐藤慶太は副社長に就いた。また、日本国外ではトミーの知名度が高く、英文社名は「TOMY COMPANY,LTD.」となった。
キャラクター商品については、テレビ放送先行型の同業他社と異なり、まずは玩具販売から先行し、売上が好調だとテレビ化に乗り出すという堅実な手法を取ることが多かった。竹森健太郎著『「タカラ」の山―老舗玩具メーカー復活の軌跡』では、この手法を「タカラ的な手法」としている。
CMの最後に流れるサウンドロゴとなるジングルの位置には、王冠の付いたダッコちゃんマークが配された位置となり、その上に「ダッコちゃん」その下に「タカラ」と表記されることもあったが、1976年頃からは男の子向けの玩具の商品名において、白バックにダッコちゃんマークが入ったオレンジの背景に白文字付きの「タカラ」のロゴとなっているが、女の子向けの玩具の商品名では、ダッコちゃんマークの表示のみとなり、タカラの文字は無くなっていた（これは、リカちゃんやこえだちゃんなどのCMにおいても、このロゴに表示されていないパターンがある）。1979年頃からは、男の子向けと女の子向けの玩具の商品名に統一することによって、白バックにダッコちゃんマークが入ったオレンジの背景に白文字付きの「タカラ」となっていたが、以後1984年頃からは、「遊びは文化、遊びは教育」の上に表示され、その下に「TAKARA」の入った赤文字に変更された（女の子向けは白バック無しの表示、男の子向けは白バック有りの表示となる）。1985年にCIが変更された後も、赤い丸文字のロゴが入った「TAKARA」の表記を全面に表示されるパターンに変更（女の子向けは白バック有りの表示、男の子向けは白バック無しの表示となる）されたが、1986年以降は、ダッコちゃんマークが入った白バックに「あそびは文化 タカラ」に用いたサウンドロゴとなっていたが、1989年以降はダッコちゃんマークがなくなり、「あそびは文化 タカラ」の表記に戻された。それ以降は「タカラ」の表記となっている。2000年からは新たにダッコちゃんマークを導入し、サウンドロゴも新しくなった。それに加えて、「TAKARA」の表記もリニューアルされる。一部の商品名についても、このロゴが用いられることになっている。
提供アナウンスでは「タカラ」と読み上げていたが、稀に「遊びは文化、遊びは教育のタカラ」になっていたこともある（これは『装甲騎兵ボトムズ』の中期においても、この提供読みが行われるようになっている）。さらに、1986年にCIが導入された後は提供アナウンスも「あそびは文化 タカラ」と読み上げることになっていた（これは『鎧伝サムライトルーパー』、『獣神ライガー』、『勇者シリーズ』などでも同様の措置が取られていた時もある）。提供クレジットはブルーバックに、ダッコちゃんマークの下に「ダッコちゃんマークのタカラ」および「株式会社タカラ」と表記されることもあったが、一時期、ダッコちゃんマークの右にタカラのロゴが入ったベースが取り入られており、1986年以降はダッコちゃんマークに配された右側に「あそびは文化 タカラ」と「株式会社タカラ」の表示となっていたが、1989年以降はダッコちゃんマークを廃止し、「あそびは文化 タカラ」と「株式会社タカラ」のみとなっている。一部の作品における提供クレジットも「タカラ」、「TAKARA」になっていたこともあった。2006年3月からは同業のトミーと合併しタカラトミーの誕生に伴い、新たな提供クレジット表記が「TAKARA TOMY」で、スポンサー紹介の読みにも「タカラトミー」となった。一部の作品を除き、放送期間中における提供番組では『ドラえもん』の他、『ロックマンエグゼBEAST』、『メルヘヴン』、『魔弾戦記リュウケンドー』、『ワンワンセレプー それゆけ!徹之進』等においてもこのような状況で継続されることになる。
なお、勇者シリーズの一つ「勇者特急マイトガイン」では、青戸に本社のあったタカラが何度かネタにされていた。同作は他にもメタフィクションが多かった作品として知られる。

## 沿革
- 1953年 - 佐藤加工所として個人創業。
- 1955年 - 東京都葛飾区本田宝木塚町（現・宝町）にて、佐藤安太が有限会社佐藤ビニール工業所を設立。
- 1959年 - 佐藤ビニール工業所、有限会社から株式会社に改組。
- 1960年 - 株式会社宝ビニール工業所に商号変更、玩具製品表記に「タカラビニール」を導入[8]。
- 1960年4月1日 - タカラビニールの新製品「ニューペット ダッコちゃん」が大ヒットし、月産1,000万個（当時単価180円）を記録。ブームと社会現象を起こす。
- 1961年 - 株式会社タカラビニール工業所に改称。
- 1966年 - 株式会社タカラに改称。
- 1967年 - リカちゃんを新発売[9]。
- 1980年 - チョロQを正式発売。
- 1981年 - プラモデル事業に参入。
- 1983年 - 社名英文表記の黒文字ロゴを「TAKARA」に変更する。
- 1984年 - 店頭市場（現在のジャスダック）に株式公開。CIを導入。コーポレートスローガン「遊びは文化、遊びは教育」を用いたロゴを採用。
- 1985年 - CIを導入し、赤い丸文字のロゴが入った「TAKARA」のロゴを採用。
- 1986年 - 東京証券取引所第二部に上場。CIを導入。「あそびは文化 タカラ」のコーポレートスローガン、ダッコちゃんマークが描かれたシンボルマークを採用。
- 1988年6月 - アメリカから黒人蔑視との批判を受け、ダッコちゃんを製造停止[10]。
- 1990年3月 - CIを導入。ダッコちゃんマークの使用を停止し「あそびは文化 タカラ」のロゴに戻される[11][12]。
- 1991年 - 東京証券取引所第一部に上場。
- 1993年 - 福島県田村郡小野町にタカラ福島工場を前身とするテーマパーク「リカちゃんキャッスル」がオープン。
- 2000年 - 佐藤慶太が社長に就任。佐藤は「ダッコちゃんの復活」を社命に掲げ[13]、同年3月、佐藤の呼びかけで社内に「ダッコちゃん復活プロジェクト」が立ち上がる[14]。
- 2000年 - コナミ（現・コナミグループ）と資本提携。同年末にCIを導入し「だっこちゃん」マークが描かれたシンボルマークにリニューアル。
- 2001年 - 新生だっこちゃん「だっこちゃん21」をリニューアルして発売[12]。
- 2001年 - ハズブロとの包括的企業提携。
- 2002年 - チョロQモーターズを設立、電気自動車の製造販売を開始。
- 2003年 - アトラスと資本提携、アトラスを連結子会社とする。またタカラのゲームソフトウェア事業を分割しアトラスに譲渡する。
- 2003年 - ブロッコリーと資本提携。
- 2005年 - コナミ保有のタカラ株式全株がインデックス（旧法人）に売却される。これに伴い、コナミとの資本提携が解消され、インデックスの傘下となる。ただしコナミとの業務提携は継続される。
  - 5月13日 - トミーとタカラが合併することで合意[2][3]。
- 2005年 - 竜の子プロダクションを買収。
- 2005年 - ガンホー・オンライン・エンターテイメントと業務提携、同時にタカラの保有するブロッコリー株式の19.5%（380万株）をガンホーに売却、残りの保有株式31.8%（620万株）もアジアングルーヴと傘下の投資事業組合に売却。
- 2006年
  - 2月 -「リカちゃんキャッスル」を運営するタカラいわき工業（現：リトルファクトリー）の株式を、タカラいわき工業へMBO方式で譲渡。これにより「リカちゃんキャッスル」はタカラから資本的に独立する。
  - 3月1日 - トミーを存続会社として合併し、株式会社タカラトミーが発足[1][2][3]。これにより、株式会社タカラは解散。

## グループ
- ジャパンタップス
- アトラス（旧社） - プリント倶楽部の開発元→インデックス・ホールディングスのTOB（株式公開買付け）により、インデックスグループ傘下へ移動し、後にインデックスへ吸収合併→インデックスグループの経営破綻により、2013年11月にセガゲームスの子会社「セガドリーム」として設立された後に社名変更したインデックス（新社）へブランドを譲渡し、インデックス（新社）は2014年4月にアトラス（新社）へ商号変更。
- キデイランド
- 日本電熱（三井物産の元子会社） - MBOで資本独立後、エア・ウォーターの100%子会社に。
- ジャイブ - ポプラ社の傘下へ
- チョロQモーターズ - 他社資本を入れ、タカラ本体は出資比率を下げて連結決算の対象外とする。
- タカラトミーエンタメディア - 2015年7月にタカラトミーフィールドテックへ商号変更。
- 太陽工業
- 日本アニメディア
- サンタ
- 竜の子プロダクション - 2014年1月に日本テレビの傘下へ
- ワコー - 資本独立（→ワコーへ2008年6月に社名変更）
- ブロッコリー - ガンホーとアジアングルーヴの支援へ
- タカラアミューズメント - 2004年9月にオリックスの子会社であるオリックス・ピーアイへ譲渡し、ドリームインフィニティに社名変更[15]。

## 主な製品

### 玩具
- アクティックギア
- ウォーキービッツ
- きぐるみキグミー
- クールガール
- こえだちゃん
- 3年2組のなかまたち
- ジェニー
- ジャラ
- スクリューボンバー、サムライボンバー
- せんせい（お絵かき専用）
- ダイアクロン
- 合体戦士ブロックマン
- ダッコちゃん人形→ニューペット ダッコちゃん
- チョロQ
- デジケン
- 電動作戦ガッタイオー
- トランスフォーマー※ハズブロと共同
- ドリームフォース01
- ビデオチャレンジャー
- プラクション
- フラワーロック
- ビーダマン
- ベイブレード
- 変身サイボーグ
- ポケトレイン
- スペーストラベラー タイマニック
- ミクロマン
- ライツアウト
- リカちゃん
- ワールドタンクミュージアム

#### 輸入玩具
- G.I.ジョー（ハズブロ）
  - 地上最強のエキスパートチーム G.I.ジョー
- ブライス
- ミュータント・タートルズ（プレイメイツトイズ）
- X-MEN（トイビズ）

### ゲーム（コンピュータゲームソフト以外）
- 人生ゲーム
- プロ野球ゲーム
- 億万長者ゲーム
- TV双六ゲーム - テレビクイズ番組『世界一周双六ゲーム』をゲーム化。
- 電撃イライラ棒
- デュエル・マスターズ
- ガンガンレボリューション
- 電脳迷宮メガリス

### その他
- ゲームパソコンM5
- Q-CAR - 公道で乗車可能な電気自動車。2002年から2004年まで販売。
- 鉄道カラー（鉄道模型用塗料。現在はグリーンマックスが発売）
- バウリンガル
- e-kara
- ミュージックシャワー ネオ
- レベルカラー（タカラ版）
- ルパン三世 ザ・パズルミュージアム
- デュアルマガジン - ダグラムからガリアンの模型を展開していた時代に発行した模型雑誌

## コンピュータゲームソフト
太字で表記されているものは、海外製のタイトルを日本国内でタカラが発売したタイトルを指す。
- トランスフォーマー関連
  - トランスフォーマー コンボイの謎（1986年、ファミリーコンピュータ）
  - トランスフォーマー ザ☆ヘッドマスターズ（1987年、ファミリーコンピュータ ディスクシステム）
  - トランスフォーマー ビーストウォーズ（1997年、PlayStation）
  - 激闘ビーストウォーズ ビースト戦士最強決定戦（1999年、ゲームボーイカラー）
  - トランスフォーマー ビーストウォーズメタルス64（1999年、NINTENDO 64）
  - ビーストウォーズメタルス 激突!ガンガンバトル（1999年、PlayStation）
  - トランスフォーマー（2003年、PlayStation 2）
- 装甲騎兵ボトムズシリーズ（1993〜1999年）
- 熱闘シリーズ（1994年〜1998年）
  - 熱闘リアルバウト餓狼伝説スペシャル（1998年、ゲームボーイ）
- 闘神伝（1995年、PlayStation）
- アースワーム・ジム（1995年、スーパーファミコン）
  - アースワームジム2（1996年、セガサターン）
- クマのプー太郎 宝探しだ大入ゲームバトル!（1996年、ゲームボーイ）
- チョロQ (ゲーム)（1996年〜2005年、ハード多数）
- さくま式人生ゲーム（1998年、PlayStation）
- ブレイブサーガ（1998年、PlayStation）
  - ブレイブサーガ（2000年、PlayStation）
- バブルガンキッド（1999年、PlayStation）
- 勇者王ガオガイガー BLOCKADED NUMBERS（1999年、PlayStation）
- タツノコファイト（2000年、PlayStation）
- お仕事式人生ゲーム めざせ職業王（2000年、PlayStation）
- 機甲兵団 J-PHOENIXシリーズ（2001年〜2004年、PlayStation 2・Xbox）
- 東京ミュウミュウ（2002年、PlayStation）
- ドリームミックスTV ワールドファイターズ（2003年、GC・PS2）※コナミ・ハドソンと共同開発。ハドソンが発売。

など

## タカラによる玩具化作品
- サザエさん
- あしたのジョー
- 仮面ライダー（一部のみ）
- さるとびエッちゃん
- フランダースの犬
- マグネロボシリーズ（『鋼鉄ジーグ』等）
- 宇宙海賊キャプテンハーロック
- ピコリーノの冒険
- スター・ウォーズシリーズ
- 女王陛下のプティアンジェ
- 鉄腕アトム (アニメ第2作)
  - アストロボーイ・鉄腕アトム
- 太陽の牙ダグラム
- エリア88
- にこにこぷん
  - ドレミファどーなっつ!
- The・かぼちゃワイン
- ときめきトゥナイト
- みゆき
- クラッシャージョウ
- 装甲騎兵ボトムズ
- 東映不思議コメディーシリーズ
  - ペットントン
  - どきんちょ!ネムリン
  - 勝手に!カミタマン
- 綿の国星
- 巨神ゴーグ
- 機甲界ガリアン
- ボスコアドベンチャー
- 夢の星のボタンノーズ
- のらくろクン
- 燃える!お兄さん
- 魔神英雄伝ワタル
- 鎧伝サムライトルーパー
- 電脳警察サイバーコップ
- ひみつのアッコちゃん（第2作）
- 獣神ライガー
- 魔動王グランゾート
- パラソルヘンべえ
- 桃太郎伝説
- ジャングル大帝
- ちびまる子ちゃん
- 勇者シリーズ
- 魔法のエンジェルスイートミント
- おばけのホーリー
- 新世紀GPXサイバーフォーミュラ
- 少年アシベ
- 機甲警察メタルジャック
- 炎の闘球児ドッジ弾平
- DRAGON QUEST -ダイの大冒険-
- ママは小学4年生
- 超電動ロボ 鉄人28号FX
- りぼん魔法少女シリーズ
  - 姫ちゃんのリボン
  - 赤ずきんチャチャ
  - ナースエンジェルりりかSOS
- がんばれタッグス
- ミラクル☆ガールズ
- 電光超人グリッドマン
- 平成イヌ物語バウ
- 魔法陣グルグルシリーズ
- クマのプー太郎
- 水色時代（人形のみ発売）
- B'T-X
- メダロット
- おるちゅばんエビちゅ
- To Heart
- キョロちゃん
- 鋼鉄天使くるみ
- ドンキーコング
- ベイビーフィリックス
- 鉄甲機ミカヅキ
- Cosmic Baton Girl コメットさん☆
- パラッパラッパー
- 電脳冒険記ウェブダイバー
- 星のカービィ
- 東京ミュウミュウ
- 爆闘宣言ダイガンダー
- メイド イン ワリオ
- ぴちぴちピッチ
- デ・ジ・キャラットにょ
- 冒険遊記プラスターワールド
- ロックマンエグゼ（『AXESS』以降）
- ミッドナイトホラースクール
- メルヘヴン
- キューピー人形
- ポストペット
- ミニモニ。
- 魔弾戦記リュウケンドー
- DXゲキリュウケン
- マダンキーホルダー
- マダンナックル
- ショットフォン&ゲキリュウケン（モバイルモード）
- 変身リュック
- 変身ヘルメット
- DXゴウリュウガン
- マダンキーホルダー マグナリュウガンオー バージョン
- DXザンリュウジン
- DXマダンダガー
- DXマダンマグナム
- DXマグナゴウリュウガン クリスタルレッドバージョン
- DXゴッドゲキリュウケン
- DXアルティメットドラゴン
- STDゴッドゲキリュウケン

## 関連する人物
- 田中圭一 - 元営業社員。『サラリーマン田中K一がゆく』など、当時のことをフィクションを交えて描いた作品もある。